# Francisco Blake Mora
José Francisco Blake Mora né le 22 mai 1966 à Tijuana, Baja California, Mexique et mort dans un accident d'hélicoptère le 11 novembre 2011 à Temamatla, Mexico, Mexique, est un homme politique mexicain. Il fut le secrétaire de l'Intérieur du Mexique du 14 juillet 2010 à sa mort, l'équivalent d'un ministre de l'intérieur.